# JANGLE TEACHER
『JANGLE TEACHER』（ジャングルティーチャー）は、池上花英による日本の漫画作品。

## 登場人物
徳川大牙
主人公の社会科教師。26歳。
徳川実結
大牙の義娘。大牙のことをパパと呼ぶ。テニス部。巨乳。
西沢朋美
不良少女。
タカシ
朋美を妊娠させる。
森田安弘
実結に好意がある。あだ名はブッキー森田。
相原優香
保健教師。大牙とは幼馴染。巨乳。
宮城瞳
ダイエットによって苦しんでいる。
愛子
瞳の友人。モデルとして活動している。
五助
大牙と実結の飼いネコ。
岸本君信
成績優秀で学年トップ。
井ノ頭由菜
財閥の一人娘。
冴島司
由菜のボディーガード。
上河内
科学教師。
澤野
上河内を馬鹿にしていたが、後に好意を抱く。
二階堂洸
新任教師。

## 単行本
- 池上花英『JANGLE TEACHER』 集英社〈ヤングジャンプ・コミックス〉、全2巻
  1. 1999年6月23日発行、ISBN 4-08-875796-3
  2. 1999年9月22日発行、ISBN 4-08-875829-3